# Iniaheide
Iniaheide is een buurtschap in de gemeente Tietjerksteradeel, in de Nederlandse provincie Friesland.
Iniaheide ligt aan de oostelijke kant van de N31, ten zuiden van Garijp, waaronder het formeel valt. De woningen van de buurtschap liggen aan de Inialoane, ten zuiden van De Broek en Skepersloane. 
Steden, dorpen en gehuchten: Bartlehiem (deels) · Bergum · Eastermar · Eernewoude · Eestrum · Garijp · Giekerk · Hardegarijp · Molenend · Noordbergum · Oenkerk · Oudkerk · Rijperkerk · Suameer · Suawoude · Tietjerk · Veenwoudsterwal (deels) · Wijns

Buurtschappen: De Joere · Giekerkerhoek · Hoogzand · Iniaheide · Kleinegeest · Kuikhorne (deels) · Noordermeer · Quatrebras · Schuilenburg · Siegerswoude · Sumarreheide (Suameerderheide) · Tergracht (deels) · Witveen · Zevenhuizen · Zwartewegsend

Friesland: Steden en dorpen      Nederland: Provincies · Gemeenten